# Apjohnite
L'apjohnite est un minéral de la classe des sulfates, qui appartient au groupe de l'halotrichite. Il a été nommé d'après James Apjohn (1796-1886), professeur de chimie et de minéralogie irlandais.

## Caractéristiques
L'apjohnite est un sulfate de manganèse et d'aluminium fortement hydraté, de formule chimique Mn2+Al2(SO4)4·22H2O. Elle cristallise dans le système monoclinique sous forme de cristaux aciculaires ou fibreux, de taille allant jusqu'à 3 centimètres, également asbestiforme, en croûtes et massif. Sa dureté sur l'échelle de Mohs est de 1,5 à 2. Il existe des séries de solution solide au moins partielles entre la pickeringite et l'halotrichite d'une part et l'apjohnite d'autre part.

## Classification
Selon la classification de Nickel-Strunz, l'apjohnite appartient à "07.CB: Sulfates (séléniates, etc.) sans anions additionnels, avec H2O, avec des cations de taille moyenne".

## Formation et gisements
On la trouve sous forme d'efflorescences associée à d'autres minéraux comme l'halotrichite, la pickeringite, la gunningite, la copiapite ou l'epsomite. Elle a été découverte en 1847 dans la baie de Maputo, dans la province de Maputo (Mozambique).